# Modena Volley 2021-2022
Questa voce raccoglie le informazioni riguardanti il Modena Volley nelle competizioni ufficiali della stagione 2021-2022.

## Stagione
Nella stagione 2021-22 il Modena Volley assume la denominazione sponsorizzata di Leo Shoes PerkinElmer Modena.
Partecipa per la cinquantaquattresima volta alla Superlega; chiude la regular season di campionato al quarto posto in classifica, qualificandosi per i play-off scudetto: arriva fino alle semifinali, sconfitto dalla Sir Safety Perugia.
È eliminato dalla Coppa Italia nei quarti di finale a seguito della gara persa contro la You Energy.
Già di diritto ammesso alla Challenge Cup, richiede di poter partecipare alla Coppa CEV, ottenendo l'ammissione: viene eliminato negli ottavi di finale dal Tours.

## Organigramma societario
Area direttiva
- Presidente: Catia Pedrini
- Vicepresidente: Giulia Gabana
- Direttore generale: Andrea Sartoretti
- Segreteria generale: Luca Rigolon
- Team manager: Fabio Donadio
- Responsabile palasport: Filippo Consorti
- Direttore operativo: Elisa Bergonzini

Area tecnica
- Allenatore: Andrea Giani
- Allenatore in seconda: Sebastian Carotti
- Assistente allenatore: Nicolò Zanni
- Scout man: Roberto Ciamarra, Chiara Zanasi
- Responsabile settore giovanile: Giulio Salvioli

Area comunicazione
- Addetto stampa: Gian Paolo Maini
- Responsabile comunicazione: Pietro Barone
- Responsabile digital: Enrico Bertoni
- Assistente digital: Stefania Putzu

Area marketing
- Area commerciale: Giuseppe Goldoni, Andrea Parenti, Andrea Blasi
- Responsabile rapporti sponsor e eventi: Elisa Peia

Area sanitaria
- Staff medico: Michel Sabbagh, Lorenzo Segre, Fabio Serafini
- Preparatore atletico: Oscar Berti
- Fisioterapista: Antonio Brogneri, Francesco Zucca

## Rosa
| N° | Nome                 | Ruolo | Data di nascita   | Nazionalità sportiva |
| -- | -------------------- | ----- | ----------------- | -------------------- |
| 1  | Bruno de Rezende     | P     | 2 luglio 1986     | Brasile              |
| 3  | Maarten van Garderen | S     | 24 gennaio 1990   | Paesi Bassi          |
| 5  | Riccardo Gollini     | L     | 5 luglio 2000     | Italia               |
| 6  | Giovanni Sanguinetti | C     | 14 aprile 2000    | Italia               |
| 7  | Dragan Stanković     | C     | 18 ottobre 1985   | Serbia               |
| 8  | Swan N'Gapeth        | S     | 9 gennaio 1992    | Francia              |
| 9  | Earvin N'Gapeth      | S     | 12 febbraio 1991  | Francia              |
| 10 | Lorenzo Sala         | O     | 15 settembre 2002 | Italia               |
| 14 | Nimir Abdel-Aziz     | O     | 5 febbraio 1992   | Paesi Bassi          |
| 16 | Nicola Salsi         | P     | 13 settembre 1997 | Italia               |
| 17 | Yoandy Leal          | S     | 31 agosto 1988    | Brasile              |
| 18 | Daniele Mazzone      | C     | 4 giugno 1992     | Italia               |
| 21 | Salvatore Rossini    | L     | 13 luglio 1986    | Italia               |

## Mercato
| Acquisti | Acquisti             | Acquisti            | Acquisti   |
| R.       | Nome                 | da                  | Modalità   |
| -------- | -------------------- | ------------------- | ---------- |
| O        | Nimir Abdel-Aziz     | Trentino            | definitivo |
| S        | Yoandy Leal          | Lube                | definitivo |
| P        | Bruno de Rezende     | Funvic              | definitivo |
| S        | Earvin N'Gapeth      | Zenit-Kazan         | definitivo |
| S        | Swan N'Gapeth        | Stade Poitevin      | definitivo |
| L        | Salvatore Rossini    | Trentino            | definitivo |
| P        | Nicola Salsi         | Rinascita Lagonegro | definitivo |
| S        | Maarten van Garderen | Ziraat Bankası      | definitivo |

| Cessioni | Cessioni          | Cessioni              | Cessioni   |
| R.       | Nome              | a                     | Modalità   |
| -------- | ----------------- | --------------------- | ---------- |
| C        | Elia Bossi        | Top Volley Latina     | definitivo |
| O        | Paul Buchegger    | Spor Toto             | definitivo |
| P        | Micah Christenson | Zenit-Kazan           | definitivo |
| S        | Luis Estrada      | Funvic                | definitivo |
| L        | Jenia Grebennikov | Zenit San Pietroburgo | definitivo |
| L        | Nicola Iannelli   | St. Francis           | definitivo |
| S        | Moritz Karlitzek  | Arago de Sète         | definitivo |
| S        | Daniele Lavia     | Trentino              | definitivo |
| S        | Nemanja Petrić    | Belogor'e             | definitivo |
| P        | Paolo Porro       | Powervolley Milano    | definitivo |
| S        | Tommaso Rinaldi   | Top Volley Latina     | prestito   |
| O        | Luca Vettori      | Shanghai              | definitivo |

## Risultati

### Superlega

#### Girone di andata
| 1ª giornata - 10 ottobre 2021 Palazzetto dello sport, Monza               | Milano             | 3 - 1 | Modena             | 24-26, 25-23, 28-26, 25-20        |
| 3ª giornata - 30 ottobre 2021 PalaPanini, Modena                          | Modena             | 3 - 0 | Callipo            | 25-20, 26-24, 25-22               |
| 4ª giornata - 3 novembre 2021 PalaPanini, Modena                          | Modena             | 1 - 3 | You Energy         | 25-20, 21-25, 20-25, 23-25        |
| 5ª giornata - 7 novembre 2021 PalaDeAndré, Ravenna                        | Porto Robur Costa  | 0 - 3 | Modena             | 19-25, 17-25, 25-27               |
| 6ª giornata - 14 novembre 2021 PalaCivitanova, Civitanova Marche          | Lube               | 3 - 1 | Modena             | 22-25, 29-27, 25-19, 30-28        |
| 7ª giornata - 21 novembre 2021 PalaPanini, Modena                         | Modena             | 3 - 0 | Trentino           | 28-26, 25-15, 25-22               |
| 8ª giornata - 24 novembre 2021 PalaEvangelisti, Perugia                   | Sir Safety Perugia | 2 - 3 | Modena             | 22-25, 12-25, 25-15, 25-22, 15-17 |
| 9ª giornata - 28 novembre 2021 PalaPanini, Modena                         | Modena             | 3 - 0 | Verona             | 27-25, 25-22, 25-21               |
| 10ª giornata - 5 dicembre 2021 Palazzetto dello Sport, Cisterna di Latina | Top Volley Latina  | 2 - 3 | Modena             | 27-25, 25-19, 18-25, 18-25, 11-15 |
| 11ª giornata - 8 dicembre 2021 PalaPanini, Modena                         | Modena             | 3 - 0 | Powervolley Milano | 25-17, 25-20, 25-15               |
| 12ª giornata - 12 dicembre 2021 PalaPanini, Modena                        | Modena             | 3 - 1 | Prisma Taranto     | 17-25, 27-25, 25-19, 25-16        |
| 13ª giornata - 18 dicembre 2021 PalaSanLazzaro, Padova                    | Padova             | 0 - 3 | Modena             | 22-25, 21-25, 18-25               |

#### Girone di ritorno
| 14ª giornata - 30 dicembre 2021 PalaPanini, Modena      | Modena             | 3 - 0 | Milano             | 25-19, 25-22, 25-21               |
| 16ª giornata - 6 gennaio 2022 PalaMaiata, Vibo Valentia | Callipo            | 1 - 3 | Modena             | 22-25, 25-21, 22-25, 22-25        |
| 17ª giornata - 9 gennaio 2022 PalaBanca, Piacenza       | You Energy         | 2 - 3 | Modena             | 22-25, 18-25, 25-18, 25-23, 13-15 |
| 18ª giornata - 9 marzo 2022 PalaPanini, Modena          | Modena             | 3 - 1 | Porto Robur Costa  | 25-16, 26-24, 19-25, 25-17        |
| 19ª giornata - 5 marzo 2022 PalaPanini, Modena          | Modena             | 3 - 1 | Lube               | 25-21, 22-25, 25-20, 25-20        |
| 20ª giornata - 6 febbraio 2022 PalaTrento, Trento       | Trentino           | 2 - 3 | Modena             | 25-23, 25-22, 19-25, 18-25, 13-15 |
| 21ª giornata - 13 febbraio 2022 PalaPanini, Modena      | Modena             | 2 - 3 | Sir Safety Perugia | 20-25, 28-30, 25-18, 26-24, 13-15 |
| 22ª giornata - 20 febbraio 2022 PalaOlimpia, Verona     | Verona             | 1 - 3 | Modena             | 21-25, 25-27, 30-28, 21-25        |
| 23ª giornata - 26 febbraio 2022 PalaPanini, Modena      | Modena             | 2 - 3 | Top Volley Latina  | 31-33, 12-25, 25-19, 25-17, 8-15  |
| 24ª giornata - 17 febbraio 2022 Palalido, Milano        | Powervolley Milano | 2 - 3 | Modena             | 25-21, 21-25, 21-25, 27-25, 10-15 |
| 25ª giornata - 13 marzo 2022 PalaMazzola, Taranto       | Prisma Taranto     | 3 - 1 | Modena             | 25-21, 25-23, 17-25, 25-19        |
| 26ª giornata - 20 marzo 2022 PalaPanini, Modena         | Modena             | 3 - 1 | Padova             | 33-31, 25-19, 23-25, 25-22        |

#### Play-off scudetto
| Quarti di finale (gara 1) - 27 marzo 2022 PalaPanini, Modena  | Modena             | 3 - 0 | Powervolley Milano | 25-13, 25-22, 25-23               |
| Quarti di finale (gara 2) - 3 aprile 2022 Palalido, Milano    | Powervolley Milano | 2 - 3 | Modena             | 25-17, 14-25, 25-22, 18-25, 13-15 |
| Semifinali (gara 1) - 13 aprile 2022 PalaEvangelisti, Perugia | Sir Safety Perugia | 1 - 3 | Modena             | 22-25, 25-22, 22-25, 20-25        |
| Semifinali (gara 2) - 17 aprile 2022 PalaPanini, Modena       | Modena             | 1 - 3 | Sir Safety Perugia | 23-25, 25-22, 21-25, 21-25        |
| Semifinali (gara 3) - 20 aprile 2022 PalaEvangelisti, Perugia | Sir Safety Perugia | 2 - 3 | Modena             | 26-24, 25-22, 16-25, 29-31, 13-15 |
| Semifinali (gara 4) - 24 aprile 2022 PalaPanini, Modena       | Modena             | 2 - 3 | Sir Safety Perugia | 25-21, 17-25, 16-25, 25-19, 12-15 |
| Semifinali (gara 5) - 27 aprile 2022 PalaEvangelisti, Perugia | Sir Safety Perugia | 3 - 1 | Modena             | 19-25, 25-20, 27-25, 25-15        |

### Coppa Italia
| Quarti di finale - 16 gennaio 2022 PalaPanini, Modena | Modena | 1 - 3 | You Energy | 20-25, 25-22, 21-25, 24-26 |

### Coppa CEV

#### Fase a eliminazione diretta
| Trentaduesimi di finale (andata) - 10 novembre 2022 Vexve Areena, Sastamala | Vammalan  | 0 - 3 | Modena    | 18-25, 19-25, 23-25               |
| Trentaduesimi di finale (ritorno) - 17 novembre 2022 PalaPanini, Modena     | Modena    | 3 - 0 | Vammalan  | 25-21, 25-14, 25-14               |
| Sedicesimi di finale (andata) - 30 novembre 2022 PalaPanini, Modena         | Modena    | 3 - 1 | SCM Zalău | 25-15, 25-17, 20-25, 25-21        |
| Sedicesimi di finale (ritorno) - 1º dicembre 2022 PalaPanini, Modena        | SCM Zalău | 0 - 3 | Modena    | 13-25, 14-25, 15-25               |
| Ottavi di finale (andata) - 12 gennaio 2022 Salle Robert-Grenon, Tours      | Tours     | 3 - 1 | Modena    | 22-25, 25-23, 27-25, 25-19        |
| Ottavi di finale (ritorno) - 19 gennaio 2022 PalaPanini, Modena             | Modena    | 3 - 2 | Tours     | 25-17, 24-26, 33-35, 25-19, 15-13 |

## Statistiche

### Statistiche di squadra
| Competizione | Punti | In casa | In casa | In casa | In trasferta | In trasferta | In trasferta | Totale | Totale | Totale |
| Competizione | Punti | G       | V       | P       | G            | V            | P            | G      | V      | P      |
| ------------ | ----- | ------- | ------- | ------- | ------------ | ------------ | ------------ | ------ | ------ | ------ |
| Superlega    | 62    | 15      | 10      | 5       | 16           | 12           | 4            | 31     | 22     | 9      |
| Coppa Italia | -     | 1       | 0       | 1       | 0            | 0            | 0            | 1      | 0      | 1      |
| Coppa CEV    | -     | 3       | 3       | 0       | 3            | 2            | 1            | 6      | 5      | 1      |
| Totale       | -     | 19      | 13      | 6       | 19           | 14           | 5            | 38     | 27     | 11     |

G = partite giocate; V = partite vinte; P = partite perse 

### Statistiche dei giocatori
| Giocatore       | Superlega | Superlega | Superlega | Superlega | Superlega | Coppa Italia | Coppa Italia | Coppa Italia | Coppa Italia | Coppa Italia | Coppa CEV | Coppa CEV | Coppa CEV | Coppa CEV | Coppa CEV | Totale | Totale | Totale | Totale | Totale |
| Giocatore       | P         | PT        | AV        | MV        | BV        | P            | PT           | AV           | MV           | BV           | P         | PT        | AV        | MV        | BV        | P      | PT     | AV     | MV     | BV     |
| --------------- | --------- | --------- | --------- | --------- | --------- | ------------ | ------------ | ------------ | ------------ | ------------ | --------- | --------- | --------- | --------- | --------- | ------ | ------ | ------ | ------ | ------ |
| N. Abdel-Aziz   | 29        | 576       | 491       | 25        | 60        | 1            | 16           | 15           | 1            | 0            | 6         | 107       | 82        | 5         | 20        | 36     | 699    | 588    | 31     | 80     |
| B. de Rezende   | 31        | 51        | 14        | 16        | 21        | 1            | 1            | 1            | 0            | 0            | 6         | 9         | 2         | 4         | 3         | 38     | 61     | 17     | 20     | 24     |
| R. Gollini      | 18        | 0         | 0         | 0         | 0         | 1            | 0            | 0            | 0            | 0            | 5         | 0         | 0         | 0         | 0         | 24     | 0      | 0      | 0      | 0      |
| Y. Leal         | 25        | 400       | 350       | 21        | 29        | 1            | 13           | 11           | 0            | 2            | 5         | 61        | 49        | 6         | 6         | 31     | 474    | 410    | 27     | 37     |
| D. Mazzone      | 30        | 201       | 135       | 57        | 9         | 1            | 4            | 2            | 2            | 0            | 6         | 56        | 28        | 18        | 10        | 37     | 261    | 165    | 77     | 19     |
| E. N'Gapeth     | 30        | 501       | 410       | 47        | 44        | 1            | 14           | 12           | 1            | 1            | 5         | 50        | 45        | 2         | 3         | 36     | 565    | 467    | 50     | 48     |
| S. N'Gapeth     | 5         | 28        | 25        | 2         | 1         | 0            | 0            | 0            | 0            | 0            | 5         | 18        | 14        | 1         | 3         | 10     | 46     | 39     | 3      | 4      |
| S. Rossini      | 30        | 0         | 0         | 0         | 0         | 1            | 0            | 0            | 0            | 0            | 4         | 0         | 0         | 0         | 0         | 35     | 0      | 0      | 0      | 0      |
| L. Sala         | 23        | 14        | 2         | 0         | 12        | 1            | 0            | 0            | 0            | 0            | 4         | 5         | 3         | 2         | 0         | 28     | 19     | 5      | 2      | 12     |
| N. Salsi        | 5         | 1         | 0         | 1         | 0         | 0            | 0            | 0            | 0            | 0            | 2         | 0         | 0         | 0         | 0         | 7      | 1      | 0      | 1      | 0      |
| G. Sanguinetti  | 29        | 37        | 24        | 13        | 0         | -            | -            | -            | -            | -            | 4         | 18        | 14        | 3         | 1         | 33     | 55     | 38     | 16     | 1      |
| D. Stanković    | 29        | 198       | 136       | 49        | 13        | 1            | 13           | 8            | 4            | 1            | 2         | 8         | 5         | 3         | 0         | 32     | 219    | 149    | 56     | 14     |
| M. van Garderen | 26        | 98        | 86        | 7         | 5         | 1            | 0            | 0            | 0            | 0            | 5         | 48        | 33        | 5         | 10        | 32     | 146    | 119    | 12     | 15     |

P = presenze; PT = punti totali; AV = attacchi vincenti; MV = muri vincenti; BV = battute vincenti